# Пінцзюй

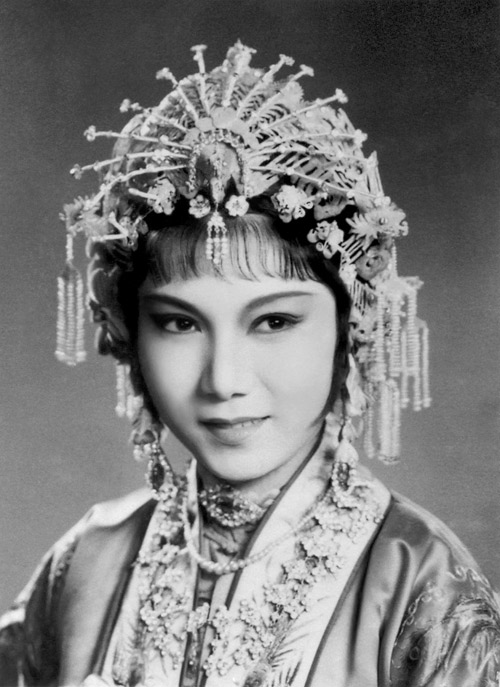
Сінь Фенся у опері Пінцзюй «Квіти як звідники»

Пінцзюй (кит. 评剧, пін. píngjù) — форма китайської опери, що виникла у північному Китаї.

## Історія
Музична драма Пінцзюй виникла у місті Таншань, провінція Хебей, неподалік від міста Тяньцзінь. Серед всіх регіональних різновидів китайської опери, Пінцзюй була найбільше відомою у республіканський період (перша половина 20 століття) за її пристрасне виконання та романтичні сюжети.
Серед кінострічок, що базуються чи включають Пінцзюй можна виокремити фільм 1936 року Чжана Шичуаня «Червона бегонія» (кит. трад. 海棠紅, спр. 海棠红, піньїнь Hǎitáng Hóng), з Бай Юйшуан у головній ролі.

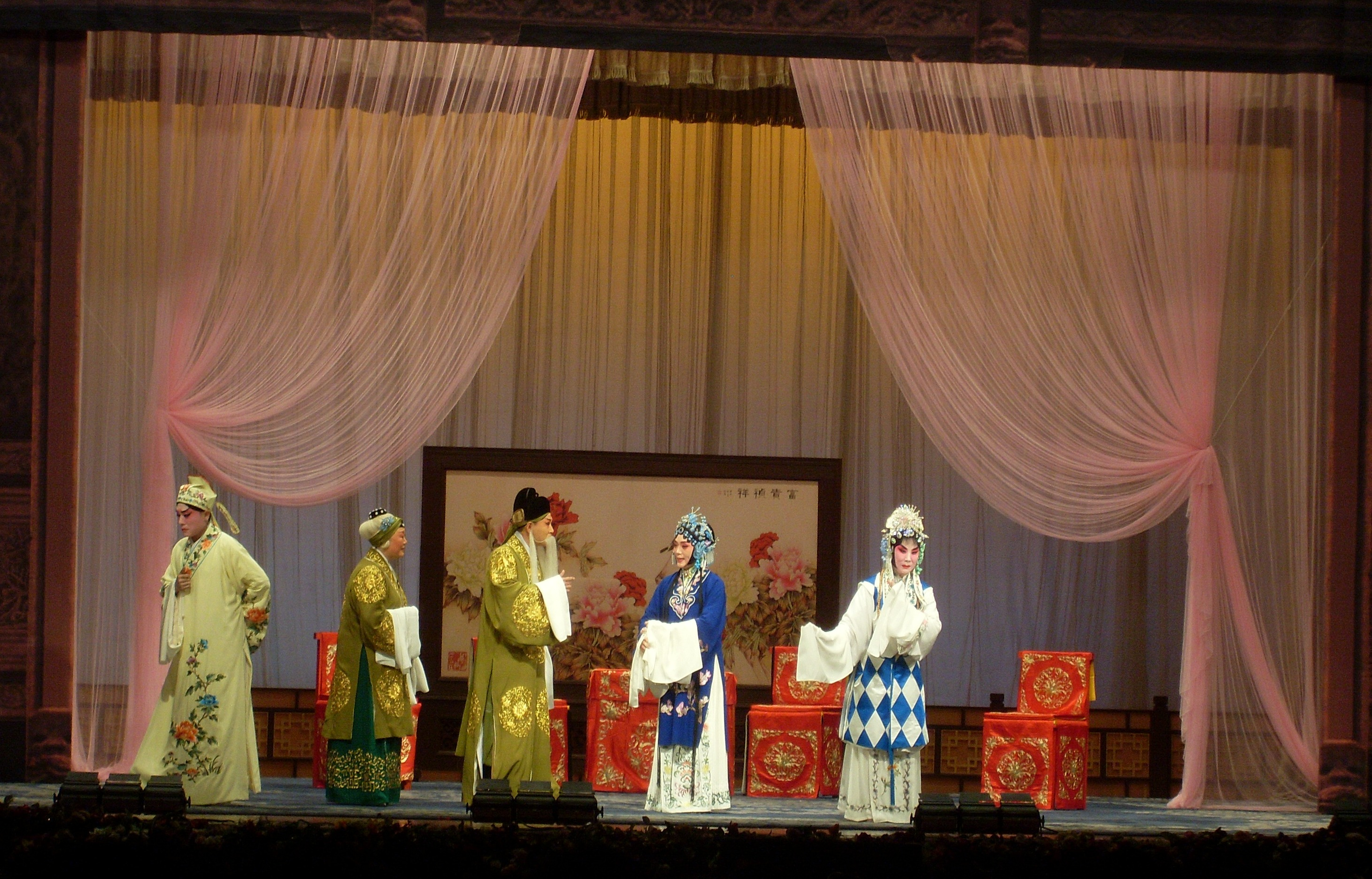
Вистава Пінцзюй у місті Тяньцзінь

## Виконавці
Бай Юйшуан була відомою як «королева опери Пінцзюй». Іншими визначними виконавицями є Сінь Фенся та її наставниця Хуа Фужун.